# مقاطعة ترتنوف
مقاطعة ترتنوف (بالتشيكية: Okres Trutnov)‏ هي مقاطعة (أوكريس) في إقليم هرادتس كرالوفه في جمهورية التشيك.
عاصمة هذه المقاطعة هي مدينة ترتنوف.

## اقرأ أيضاً
- مقاطعات جمهورية التشيك